# 贝埃马瓦拉姆
贝埃马瓦拉姆（Bheemavaram），是印度安得拉邦West Godavari县的一个城镇。总人口137327（2001年）。

## 人口
该地2001年总人口137327人，其中男性69487人，女性67840人；0—6岁人口14886人，其中男7568人，女7318人；识字率72.67%，其中男性为76.56%，女性为68.69%。